# Willy Angst
Willy Angst (* 20. November 1913; † nach 1948) war ein Schweizer Ringer und Schwinger. Er war Olympiafünfter 1936 im Freistilringen im Weltergewicht und gewann bei den Europameisterschaften im gleichen Stil 1935 und 1937 jeweils eine Medaille.

## Werdegang
Willy Angst, aus einer sportlichen Familie aus Henggart im Kanton Zürich stammend, begann als Jugendlicher mit dem Schweizer Nationalsport Schwingen und gleichzeitig auch mit dem Freistilringen. Im Schwingen konnte er keine grossen Erfolge erzielen, weil er dafür mit ca. 75 kg Körpergewicht für diese Sportart, in der es keine Gewichtsklasseneinteilung gibt, zu leicht war. Das beste Ergebnis, das von ihm im Schwingen bekannt ist, ist ein 3. Platz beim Zürcher Kantonal-Schwingertag 1934 in Kloten.
Umso grössere Erfolge konnte Willy Angst im Freistilringen erzielen. 1935 qualifizierte er sich für die Teilnahme an der Europameisterschaft in Brüssel. Er siegte dort im Weltergewicht über Paride Romagnoli aus Italien, Maxime Lubat aus Frankreich und William Fox aus Grossbritannien. Danach verlor er gegen Stig Andersson aus Schweden und gegen Fritz Schäfer aus Deutschland und erkämpfte sich damit eine Bronzemedaille.
Bei den Olympischen Spielen 1936 in Berlin startete er wieder im Weltergewicht. Er kam dort zu Siegen über August Kukk aus Estland, Jaakko Pietilä aus Finnland und Kálmán Sóvári aus Ungarn. Gegen Joseph Schleimer aus Kanada und gegen Frank Lewis aus den Vereinigten Staaten verlor er und belegte den 5. Platz.
Einen 2. Platz belegte Willy Angst bei der Europameisterschaft 1937 in München. Im Weltergewicht verlor er zwar seinen ersten Kampf gegen Antti Mäki aus Finnland, besiegte danach aber Thure Andersson aus Schweden und erneut Kálmán Sóvári. Er erreichte damit den Endkampf, in dem er gegen Fritz Schäfer verlor.
1937 kam es in Bern zu einem Länderkampf im Freistilringen zwischen der Schweiz und Deutschland. Willy Angst gelang dabei ein Punktsieg über Fritz Schäfer. Er stand auch in der Schweizer Staffel, die 1939 in Mannheim zu einem weiteren Länderkampf im Freistilringen gegen Deutschland antrat. Er wurde dort im Mittelgewicht von Ludwig Schweickert aus Berlin geschultert.
Im Alter von 35 Jahren ging er auch bei den Olympischen Spielen 1948 in London im Weltergewicht an den Start. Er verlor dort seinen ersten Kampf gegen Dick Garrard aus Australien, besiegte dann Aleksanteri Keisala aus Finnland und verlor seinen dritten Kampf gegen Kálmán Sóvári. Diese Ergebnisse brachten ihm einen 8. Platz ein.
Danach beendete er seine aktive Karriere und amtete noch als Kampfrichter.